# Zornkapelle (Eggersdorf bei Graz)

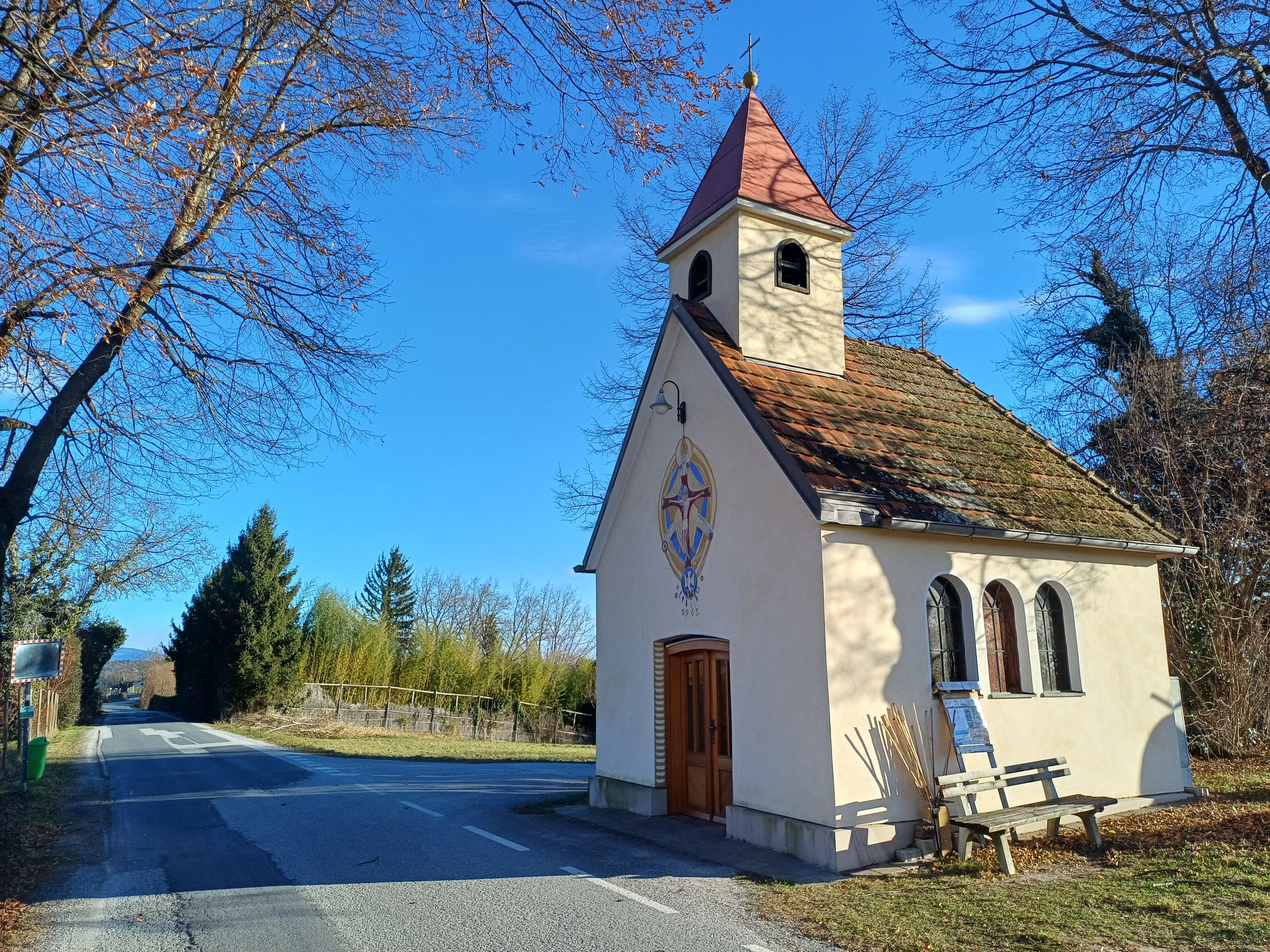
Zornkapelle (2024)

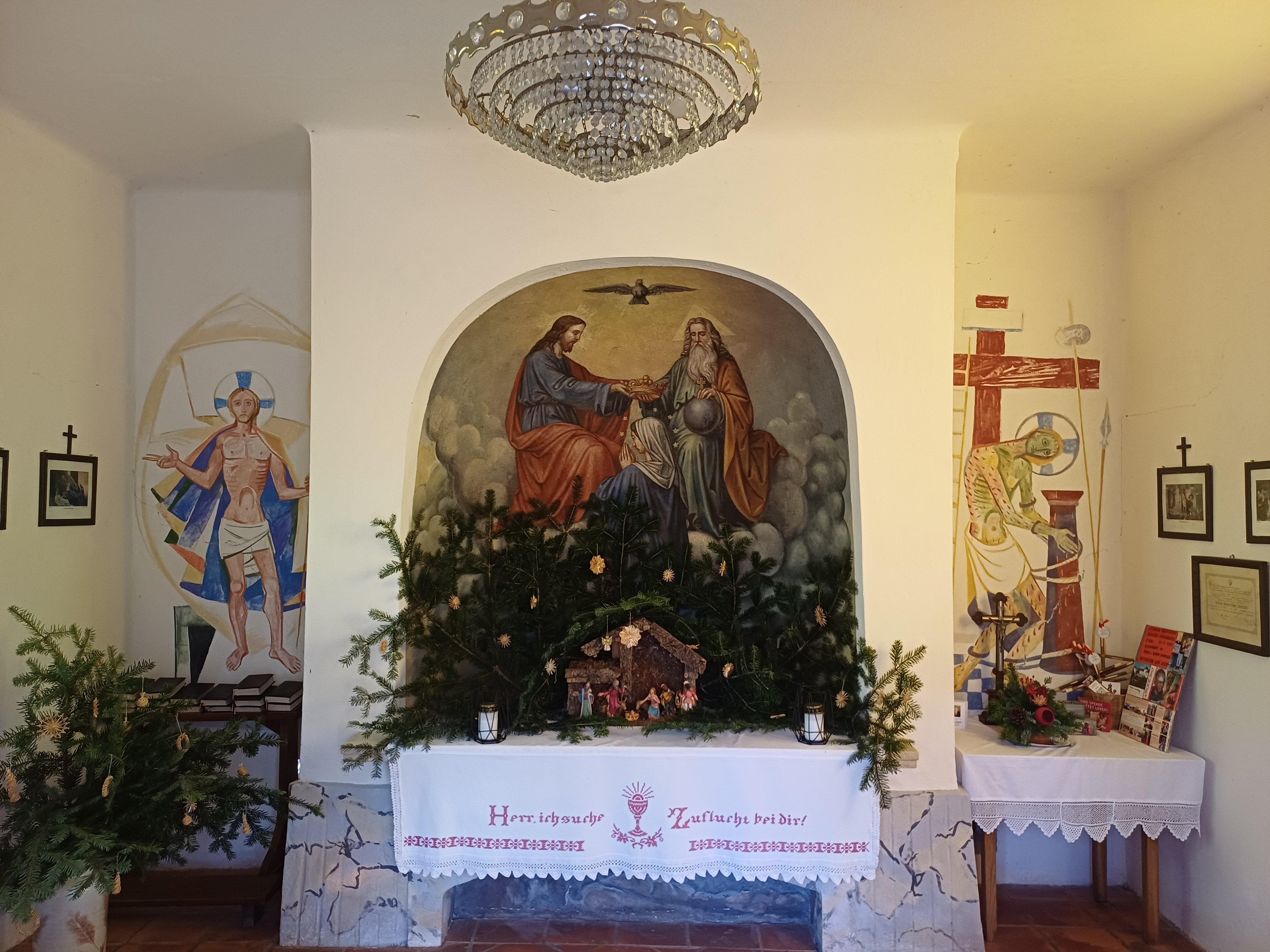
Innenraum

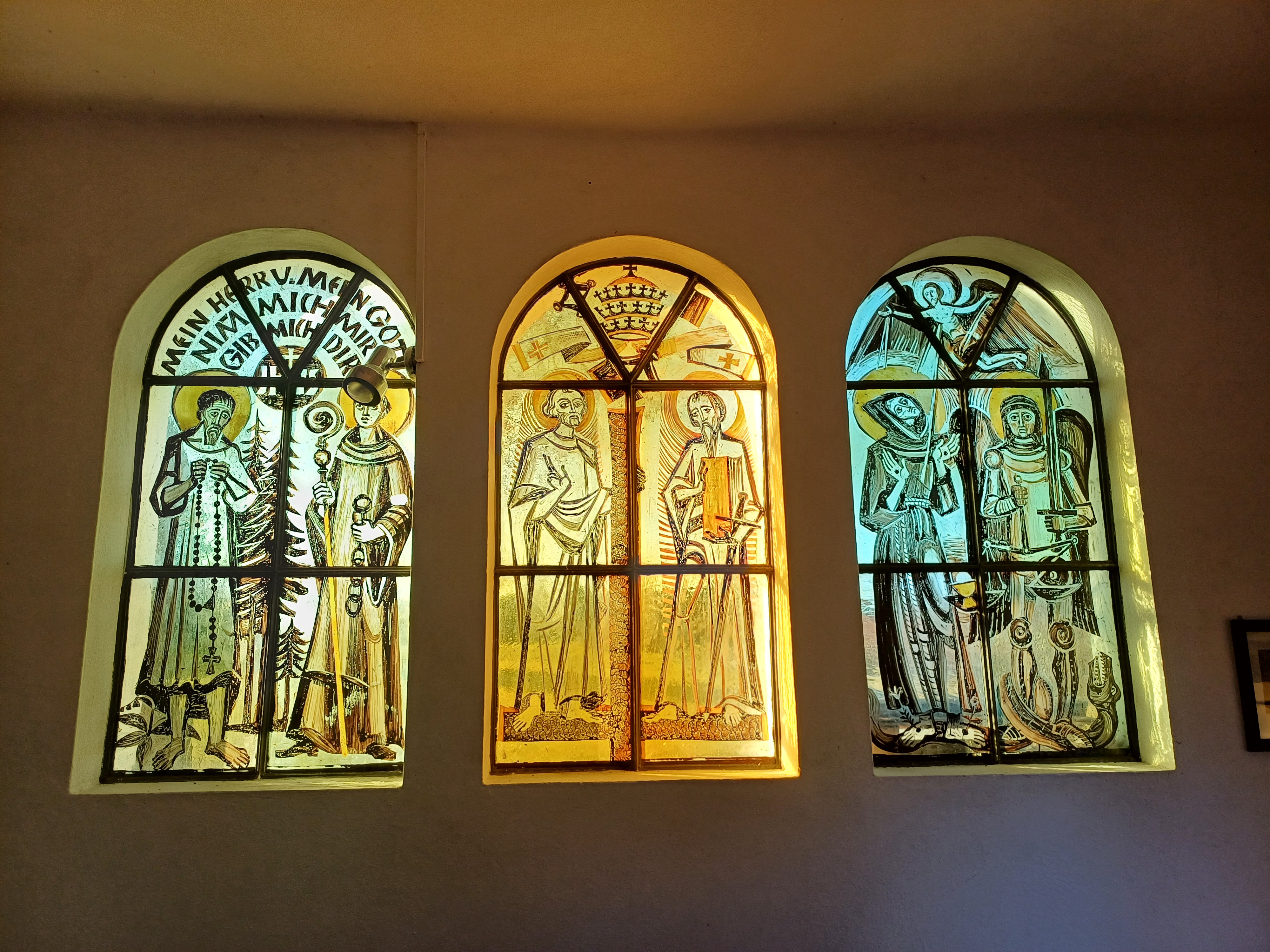
Glasfenster (li.)

Die Zornkapelle (auch Zorn-Kapelle oder Mariä Krönung am Stuhlingeregg) ist eine Messkapelle in der Pfarre und politischen Gemeinde Eggersdorf bei Graz.

## Lage
Die Kapelle liegt an der Kreuzung von Zornweg und Römerstraße zwischen Graz und Gleisdorf, die parallel zur Riesstraße (B65) auf dem Höhenrücken des Stuhlingereggs verläuft.

## Geschichte und Gestaltung
Die schlichte Kapelle geht auf ein Pestkreuz zurück, das 1680 an dieser Stelle errichtet wurde. Erbaut wurde die Zornkapelle erstmals 1906, der heutige Bau mit dem kleinen Turm stammt aus dem Jahr 1936. Auf den Seitenwänden sind jeweils drei Rundbogenfenster eingelassen. Die Kapelle trägt das Patrozinium der Marienkrönung.
Die künstlerische Ausgestaltung der Zornkapelle – Wandbilder und Glasfenster – stammt vom steirischen Künstler Franz Weiss und erfolgte 1963. Im Altarbereich ist die Marienkrönung zu sehen, links vom auferstandenen und rechts vom gegeißelten Christus flankiert. Die rechten Fenster zeigen einige Heilige: Notburga, Elisabeth, Sebastian, Rosa von Lima, Maria Magdalena und Maria mit dem Jesuskind. Links sind Nikolaus von Flüe, Leonhard, Peter und Paul, Franz von Assisi und der Erzengel Michael zu sehen. An der Außenwand über dem Eingangsportal ist ein Gnadenstuhl dargestellt, der dem Gnadenbild der niederösterreichischen Basilika Sonntagberg nachempfunden ist.